# Världsmästerskapet i fotboll för klubblag 2008
Världsmästerskapet i fotboll för klubblag 2008 var det femte världsmästerskapet i fotboll för klubblag. Turneringen spelades i Japan under perioden 11-21 december 2008. Manchester United slog LDU Quito med 1–0 i finalen på International Stadium i Yokohama den 21 december 2008. och blev första brittiska laget att vinna turneringen.
Matchen om femteplats, som skippades under 2007 års turnering, återinfördes 2008, med den totala prissumman ökad med 500 000 amerikanska dollar till 16,5 miljoner dollar totalt. Vinnaren fick ta med sig 5 miljoner dollar, förloraren 4 miljoner dollar, trean 2,5 miljoner dollar, fyran 2 miljoner dollar, femman 1,5 miljoner dollar, sexan 1 miljon dollar och sjuan 500 000 dollar.

## Kvalificerade lag
| Lag                        | Federation | Kval                                       |
| -------------------------- | ---------- | ------------------------------------------ |
| Semifinaler                |            |                                            |
| LDU Quito                  | CONMEBOL   | Vinnare av Copa Libertadores 2008          |
| Manchester United          | UEFA       | Vinnare av UEFA Champions League 2007/2008 |
| Kvartsfinaler              |            |                                            |
| Gamba Osaka                | AFC        | Vinnare av AFC Champions League 2008       |
| Al-Ahly                    | CAF        | Winners of CAF Champions League 2008       |
| Pachuca                    | CONCACAF   | Vinnare av CONCACAF Champions' Cup 2008    |
| Playoff till kvartsfinaler |            |                                            |
| Waitakere United           | OFC        | Winners of OFC Champions League 2007–08    |
| Adelaide United            | Värdlag*   | Tvåa i AFC Champions League 2008*          |

* - Då Gamba Osaka vann AFC Champions League 2008, tog Adelaide United platsen som högst plascerade icke-japanska lag i AFC CL.

## Domare
| Domare                                        | Assistanterande         | Assistanterande           |
| Afrikanska zonen                              | Afrikanska zonen        | Afrikanska zonen          |
| --------------------------------------------- | ----------------------- | ------------------------- |
| Mohamed Benouza                               | Nasser Sadek Abdel Nabi | Angesom Ogbamariam        |
| Asiatiska zonen                               |                         |                           |
| Ravsjan Irmatov                               | Bahadyr Kochkorov       | Abdukhamidullo Rasulov    |
| Yuichi Nishimura                              | Jeong Hae-Sang          | Toru Sagara               |
| Europeiska zonen                              |                         |                           |
| Alberto Undiano Mallenco                      | Fermín Martínez         | Juan Carlos Yuste Jiménez |
| Nord-, centralamerikanska och karibiska zonen |                         |                           |
| Benito Archundia                              | Hector Delgadillo       | Marvin Rivera             |
| Oceaniska zonen                               |                         |                           |
| Peter O'Leary                                 | Brent Best              | Matthew Taro              |
| Sydamerikanska zonen                          |                         |                           |
| Pablo Pozo                                    | Patricio Basualto       | Julio Díaz                |

## Matcher

### Spelträd
|  | Playoff          | Playoff     |  |  | Kvartsfinaler   | Kvartsfinaler |  |  | Semifinaler         | Semifinaler |  |  | Final                | Final       |  |
|  |                  |             |  |  |                 |               |  |  |                     |             |  |  |                      |             |  |
|  |                  |             |  |  | 13 december     | 13 december   |  |  | 17 december         | 17 december |  |  |                      |             |  |
|  |                  |             |  |  | Al-Ahly         | 2             |  |  | Pachuca             | 0           |  |  |                      |             |  |
|  |                  |             |  |  | Pachuca (e.f.)  | 4             |  |  | LDU Quito           | 2           |  |  |                      |             |  |
|  |                  |             |  |  |                 |               |  |  |                     |             |  |  |                      |             |  |
|  |                  |             |  |  |                 |               |  |  |                     |             |  |  |                      |             |  |
|  |                  |             |  |  |                 |               |  |  | Match om femteplats |             |  |  |                      |             |  |
|  |                  |             |  |  |                 |               |  |  | 18 december         | 18 december |  |  | 21 december          | 21 december |  |
|  |                  |             |  |  |                 |               |  |  | Al-Ahly             | 0           |  |  | LDU Quito            | 0           |  |
|  |                  |             |  |  |                 |               |  |  | Adelaide United     | 1           |  |  | Manchester United    | 1           |  |
|  |                  |             |  |  |                 |               |  |  |                     |             |  |  |                      |             |  |
|  |                  |             |  |  |                 |               |  |  |                     |             |  |  | Match om tredjeplats |             |  |
|  | 11 december      | 11 december |  |  | 14 december     | 14 december   |  |  | 18 december         | 18 december |  |  | 21 december          | 21 december |  |
|  | Adelaide United  | 2           |  |  | Adelaide United | 0             |  |  | Gamba Osaka         | 3           |  |  | Pachuca              | 0           |  |
|  | Waitakere United | 1           |  |  | Gamba Osaka     | 1             |  |  | Manchester United   | 5           |  |  | Gamba Osaka          | 1           |  |

### Kvalomgång
| 1           | 11 december | Adelaide United     | 2 – 1           | Waitakere United | Tokyos Olympiastadion, Tokyo                      |                                                   |
| 19:45 UTC+9 | 19:45 UTC+9 | Mullen 39′ Dodd 83′ | (1 – 1) Rapport | Seaman 34′       | Publik: 19 777 Domare: Mohamed Benouza (Algeriet) | Publik: 19 777 Domare: Mohamed Benouza (Algeriet) |
| 19:45 UTC+9 | 19:45 UTC+9 |                     |                 |                  | Publik: 19 777 Domare: Mohamed Benouza (Algeriet) | Publik: 19 777 Domare: Mohamed Benouza (Algeriet) |
| 19:45 UTC+9 | 19:45 UTC+9 |                     |                 |                  | Publik: 19 777 Domare: Mohamed Benouza (Algeriet) | Publik: 19 777 Domare: Mohamed Benouza (Algeriet) |

### Kvartsfinaler
| 2           | 13 december | Al-Ahly                     | 2 – 4 (e.fl.)          | Pachuca                                  | Tokyos Olympiastadion, Tokyo                        |                                                     |
| 13:45 UTC+9 | 13:45 UTC+9 | Pinto 28′ (sjm.) Flávio 44′ | (2 – 0, 2 – 2) Rapport | Montes 47′ Giménez 72′, 110′ Álvarez 98′ | Publik: 30 158 Domare: Ravsjan Irmatov (Uzbekistan) | Publik: 30 158 Domare: Ravsjan Irmatov (Uzbekistan) |
| 13:45 UTC+9 | 13:45 UTC+9 |                             |                        |                                          | Publik: 30 158 Domare: Ravsjan Irmatov (Uzbekistan) | Publik: 30 158 Domare: Ravsjan Irmatov (Uzbekistan) |
| 13:45 UTC+9 | 13:45 UTC+9 |                             |                        |                                          | Publik: 30 158 Domare: Ravsjan Irmatov (Uzbekistan) | Publik: 30 158 Domare: Ravsjan Irmatov (Uzbekistan) |

| 3           | 14 december | Adelaide United | 0 – 1           | Gamba Osaka | Toyota Stadium, Toyota                    |                                           |
| 19:30 UTC+9 | 19:30 UTC+9 |                 | (0 – 1) Rapport | Endō 23′    | Publik: 38 141 Domare: Pablo Pozo (Chile) | Publik: 38 141 Domare: Pablo Pozo (Chile) |
| 19:30 UTC+9 | 19:30 UTC+9 |                 |                 |             | Publik: 38 141 Domare: Pablo Pozo (Chile) | Publik: 38 141 Domare: Pablo Pozo (Chile) |
| 19:30 UTC+9 | 19:30 UTC+9 |                 |                 |             | Publik: 38 141 Domare: Pablo Pozo (Chile) | Publik: 38 141 Domare: Pablo Pozo (Chile) |

### Semifinaler
| 4           | 17 december | Pachuca | 0 – 2           | LDU Quito             | Tokyos Olympiastadion, Tokyo                              |                                                           |
| 19:30 UTC+9 | 19:30 UTC+9 |         | (0 – 2) Rapport | Bieler 4′ Bolaños 26′ | Publik: 33 366 Domare: Alberto Undiano Mallenco (Spanien) | Publik: 33 366 Domare: Alberto Undiano Mallenco (Spanien) |
| 19:30 UTC+9 | 19:30 UTC+9 |         |                 |                       | Publik: 33 366 Domare: Alberto Undiano Mallenco (Spanien) | Publik: 33 366 Domare: Alberto Undiano Mallenco (Spanien) |
| 19:30 UTC+9 | 19:30 UTC+9 |         |                 |                       | Publik: 33 366 Domare: Alberto Undiano Mallenco (Spanien) | Publik: 33 366 Domare: Alberto Undiano Mallenco (Spanien) |

| 5           | 18 december | Gamba Osaka                                  | 3 – 5           | Manchester United                                    | International Stadium Yokohama, Yokohama         |                                                  |
| 19:30 UTC+9 | 19:30 UTC+9 | Yamazaki 74′ Endō 85′ (str.) Hashimoto 90+1′ | (0 – 2) Rapport | Vidić 28′ Ronaldo 45+1′ Rooney 75′, 79′ Fletcher 78′ | Publik: 67 618 Domare: Benito Archundia (Mexiko) | Publik: 67 618 Domare: Benito Archundia (Mexiko) |
| 19:30 UTC+9 | 19:30 UTC+9 |                                              |                 |                                                      | Publik: 67 618 Domare: Benito Archundia (Mexiko) | Publik: 67 618 Domare: Benito Archundia (Mexiko) |
| 19:30 UTC+9 | 19:30 UTC+9 |                                              |                 |                                                      | Publik: 67 618 Domare: Benito Archundia (Mexiko) | Publik: 67 618 Domare: Benito Archundia (Mexiko) |

### Match om femteplats
| 6           | 18 december | Al-Ahly | 0 – 1           | Adelaide United | International Stadium Yokohama, Yokohama           |                                                    |
| 16:30 UTC+9 | 16:30 UTC+9 |         | (0 – 1) Rapport | Cristiano 7′    | Publik: 35 154 Domare: Peter O'Leary (Nya Zeeland) | Publik: 35 154 Domare: Peter O'Leary (Nya Zeeland) |
| 16:30 UTC+9 | 16:30 UTC+9 |         |                 |                 | Publik: 35 154 Domare: Peter O'Leary (Nya Zeeland) | Publik: 35 154 Domare: Peter O'Leary (Nya Zeeland) |
| 16:30 UTC+9 | 16:30 UTC+9 |         |                 |                 | Publik: 35 154 Domare: Peter O'Leary (Nya Zeeland) | Publik: 35 154 Domare: Peter O'Leary (Nya Zeeland) |

### Match for tredjepris
| 7           | 21 december | Pachuca | 0 – 1           | Gamba Osaka  | International Stadium Yokohama, Yokohama  |                                           |
| 16:30 UTC+9 | 16:30 UTC+9 |         | (0 – 1) Rapport | Yamazaki 29′ | Publik: 62 619 Domare: Pablo Pozo (Chile) | Publik: 62 619 Domare: Pablo Pozo (Chile) |
| 16:30 UTC+9 | 16:30 UTC+9 |         |                 |              | Publik: 62 619 Domare: Pablo Pozo (Chile) | Publik: 62 619 Domare: Pablo Pozo (Chile) |
| 16:30 UTC+9 | 16:30 UTC+9 |         |                 |              | Publik: 62 619 Domare: Pablo Pozo (Chile) | Publik: 62 619 Domare: Pablo Pozo (Chile) |

### Final
| 8           | 21 december | LDU Quito | 0 – 1           | Manchester United | International Stadium Yokohama, Yokohama            |                                                     |
| 19:30 UTC+9 | 19:30 UTC+9 |           | (0 – 0) Rapport | Rooney 73′        | Publik: 68 682 Domare: Ravsjan Irmatov (Uzbekistan) | Publik: 68 682 Domare: Ravsjan Irmatov (Uzbekistan) |
| 19:30 UTC+9 | 19:30 UTC+9 |           |                 |                   | Publik: 68 682 Domare: Ravsjan Irmatov (Uzbekistan) | Publik: 68 682 Domare: Ravsjan Irmatov (Uzbekistan) |
| 19:30 UTC+9 | 19:30 UTC+9 |           |                 |                   | Publik: 68 682 Domare: Ravsjan Irmatov (Uzbekistan) | Publik: 68 682 Domare: Ravsjan Irmatov (Uzbekistan) |

| Världsmästerskapet i fotboll för klubblag Vinnare 2008 |
| ------------------------------------------------------ |
| · Manchester United · Första titeln                    |

## Målskyttar
| 3 mål - Wayne Rooney (Manchester United) 2 mål - Yasuhito Endō (Gamba Osaka) - Christian Giménez (Pachuca) - Masato Yamazaki (Gamba Osaka) 1 mål - Damián Álvarez (Pachuca) - Claudio Bieler (LDU Quito) - Luis Bolaños (LDU Quito) - Cristiano (Adelaide United) - Travis Dodd (Adelaide United) | 1 mål, fortsättning. - Flávio (Al-Ahly) - Darren Fletcher (Manchester United) - Hideo Hashimoto (Gamba Osaka) - Luis Montes (Pachuca) - Daniel Mullen (Adelaide United) - Cristiano Ronaldo (Manchester United) - Paul Seaman (Waitakere United) - Nemanja Vidić (Manchester United) Självmål - Fausto Pinto (Pachuca; åt Al-Ahly) |

## Summering av turneringen
| Placering | Lag               | Land        | Federation |
| --------- | ----------------- | ----------- | ---------- |
| 1         | Manchester United | England     | UEFA       |
| 2         | LDU Quito         | Ecuador     | CONMEBOL   |
| 3         | Gamba Osaka       | Japan       | AFC        |
| 4         | Pachuca           | Mexiko      | CONCACAF   |
| 5         | Adelaide United   | Australien  | AFC        |
| 6         | Al-Ahly           | Egypten     | CAF        |
| 7         | Waitakere United  | Nya Zeeland | OFC        |

| Guldbollen                 | Silverbollen                | Bronsbollen       |
| -------------------------- | --------------------------- | ----------------- |
| Rooney (Manchester United) | Ronaldo (Manchester United) | Manso (LDU Quito) |

| Fair play | Adelaide United |